# Australië op het Eurovisiesongfestival 2023

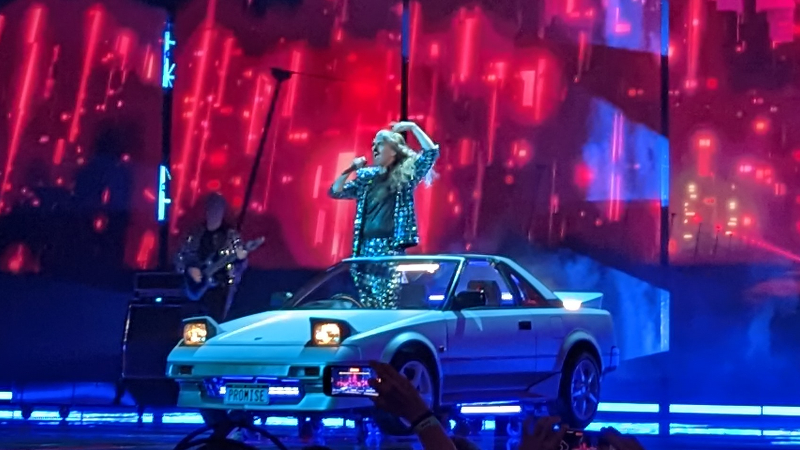
Voyager tijdens de repetities in Liverpool.

Australië nam deel aan het Eurovisiesongfestival 2023 in Liverpool, Verenigd Koninkrijk. Het was de 8ste deelname van het land op het Eurovisiesongfestival. SBS was verantwoordelijk voor de Australische bijdrage voor de editie van 2023.

## Selectieprocedure
In tegenstelling tot eerdere jaren werd er geen nationale finale georganiseerd door de Australische omroep, SBS (de Australische omroep) opteerde voor een interne selectie. Verdere details over de selectie van de artiest en het lied werden niet bekendgemaakt. Op 20 februari werd middels een aankondiging op het officiële YouTube-kanaal van het Eurovisiesongfestival bekendgemaakt hoe de wanneer de Australische kandidaat zou worden bekendgemaakt. De première volgde een dag later.
Op 21 februari werd bekend dat de band Voyager Australië ging vertegenwoordigen op het komende Eurovisiesongfestival. Voyager is een progressieve metalband uit Perth, en werd opgericht in 1999. De band heeft zeven volledige albums uitgebracht. In Liverpool brengt de band het lied Promise.
Hoewel Eurovision: Australia Decides niet werd gebruikt als voorronde voor het Eurovisiesongfestival 2023, heeft de groep een link met de Australische nationale selectie. In 2020 zou de groep op een shortlist gestaan hebben met het nummer Runaway, maar viel op het laatste moment nog af. Twee jaar later lukte het wel. In 2022 werd de band namelijk tweede, met drie puntjes verschil van de uiteindelijke winnaar Sheldon Riley.

## In Liverpool
Australië kwam uit in de tweede halve finale op donderdag 11 mei. Australië stootte vlot door naar de grote finale op 13 mei, want achteraf bleek dat ze die gewonnen hadden. In de finale scoorde het land vooral bij de jury's. Het land eindigde als 9de met 151 punten. Het was de vijfde top 10 notering voor Australië.
2015 · 2016 · 2017 · 2018 · 2019 · 2020 · 2021 · 2022 · 2023 · 2024 · 2025
Albanië · Armenië · Australië · Azerbeidzjan · België · Cyprus · Denemarken · Duitsland · Estland · Finland · Frankrijk · Georgië · Griekenland · Ierland · IJsland · Israël · Italië · Kroatië · Letland · Litouwen · Malta · Moldavië · Nederland · Noorwegen · Oekraïne · Oostenrijk · Polen · Portugal · Roemenië · San Marino · Servië · Slovenië · Spanje · Tsjechië · Verenigd Koninkrijk · Zweden · Zwitserland